# Шкоцян (Гросуплє)
Шкоцян (словен. Škocjan) — поселення в общині Гросуплє, Осреднєсловенський регіон, Словенія. Висота над рівнем моря: 492 м.